# Pila (Piemont)
Pila je italská obec v provincii Vercelli v oblasti Piemont.
K 31. prosinci 2011 zde žilo 142 obyvatel.

## Sousední obce
Pettinengo (BI), Piode, Scopello